# 凱撒·里茲
凯撒·里兹（César Ritz，1850年2月23日—1918年10月24日），又譯凯撒·丽兹，是一名瑞士商人，創立了包括巴黎麗茲酒店、倫敦麗茲酒店、倫敦卡爾頓酒店在內的多家酒店。其姓“里茲”後來成為“高級”的代名詞，“ritzy”在英語中的意思就是“豪華的、最高級的”。

## 早年
里茲出生於瑞士下瓦爾德的一個貧窮農民家庭，是家中十三個子女中最年幼的。12歲時被家人送到锡永的一所耶穌會寄宿學校里讀書，15歲到布里格的一家酒店當酒侍，後來被酒店老闆解僱，還對他說：“酒店業里你幹不了什麼...你沒那本事”。在當一段時間門衛之後，他在1867年萬國博覽會于巴黎舉辦之際前往巴黎謀生。

## 经验积累

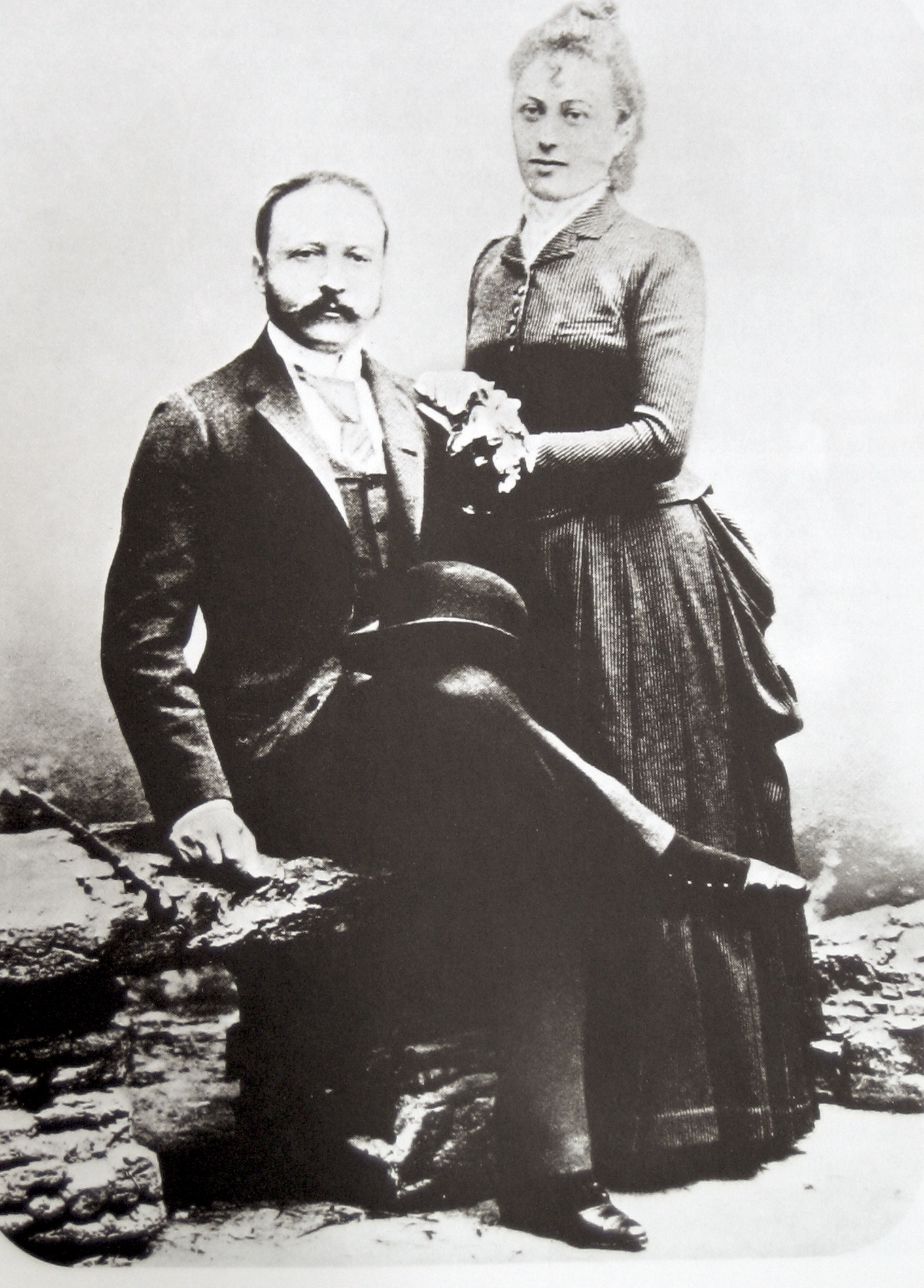
里兹和妻子玛丽-路易（Marie-Louise）在1888年的合影

他到巴黎不久就决定转行当酒店经理人，期间在各家酒店打工以积累经验，最终在1869年至1872年间首次在一家酒店里当上了经理。
1872年，他跑去巴黎辉煌酒店（Hôtel Splendide，当时欧洲最豪华的一家酒店）当楼层服务员，遇到了许多美国富豪，结下了人脉。1873年万国博览会期间在维也纳的酒店当服务生。
1873年冬他当上了尼斯Grand Hôtel的经理，1878年任卢塞恩Grand Hôtel National经理，后来又去瑞士的Rigi-Kulm Hotel当经理。期间因为懂得见机行事而受到瑞士酒店老板Max Pfyffer的赏识。
1887年买下戛纳的普罗旺斯酒店（Hotel de Provence）和巴登巴登的Restaurant de la Conversation、Minerva Hotel。

## 外部連接
- Site dedicated to the life of César Ritz（页面存档备份，存于）
- César Ritz Colleges – International Hospitality and Culinary Management School in Switzerland（页面存档备份，存于）